# So geht Medien
Die Initiative „so geht MEDIEN“ von ARD, ZDF und Deutschlandradio bietet Lehrkräfte der Grund- und weiterführenden Schule Unterrichtsmaterial zur Förderung der Medienkompetenz ihrer Schülerinnen und Schülern mit vorgefertigten Unterrichtseinheiten. Die Federführung liegt beim Bayerischen Rundfunk (BR). So geht MEDIEN klärt beispielsweise über Fake News, Urheberrecht oder die Entstehung von Nachrichten auf.

## Zielsetzung
Ziel aller Unterrichtseinheiten ist es, Heranwachsende zur kritischen Reflexion von Medieninhalten zu befähigen. Sie lernen digitale Medien und deren Inhalte zu bewerten und einzuordnen. Dabei werden sie darin unterstützt, Informationen aus dem Internet richtig einzuschätzen, um Manipulation und Desinformation besser zu erkennen und sich eigenständig eine Meinung zu bilden.

## Konzept
So geht MEDIEN ist für den Einsatz im Unterricht konzipiert. Die Unterrichtseinheiten sind frei zugänglich und stehen zum direkten und kostenlosen Download zur Verfügung. Die Einheiten können mit geringem Zeitaufwand in den Unterricht integriert und in der Regel innerhalb einer Schulstunde von 45 Minuten durchgenommen werden. Eine Unterrichtseinheit beinhaltet ein Video von ca. fünf bis zehn Minuten Länge, Arbeitsblätter, Hintergrund- oder vertiefende Informationen und ein Quiz. Darüber hinaus wird den Lehrkräften ein Vorschlag für einen Stundenablauf angeboten, zusammen mit methodischen Überlegungen und dem Lernziel. Die Videos werden zusätzlich in einer Youtube-Playliste veröffentlicht. Eine einfach strukturierte Webseite und knapp gehaltene Texte sollen den Lehrkräften einen schnellen Überblick und möglichst kurze Vorbereitungszeiten ermöglichen.

## Inhalte
Das Angebot von so geht MEDIEN gliedert sich in die Kategorien Grundschule, weiterführende Schule und Förderschule. Die Grundschuleinheiten wurden in Kooperation mit dem Kinderkanal (KiKA) und dem Moderatoren von Team Timster erstellt. Die Angebote für Förderschulen sind in leichter Sprache gehalten. Der Schwerpunkt der Angebote liegt auf der Zielgruppe der weiterführenden Schulen. Dort sind die meisten Unterrichtseinheiten zu finden.
Inhaltlich werden in erster Linie journalistische Themen wie Fake News oder Extremismus im Netz erkennen, Verschwörungsmythen entlarven oder der Unterschied zwischen Meinung und Nachricht behandelt. Aber auch die Wirkung von Bildern, Selbstinszenierung, Urheberrecht oder wie Influencer arbeiten sind Teile des Angebots. In mehrteiligen Tutorials können Heranwachsende lernen, wie sie mit dem Smartphone professionelle Videos drehen oder vor der Kamera moderieren. Darüber hinaus wird auch das duale Rundfunksystem in Deutschland erklärt mit Schwerpunkt auf den öffentlich-rechtlichen Rundfunk. Die Unterrichtseinheiten werden von einem Videolexikon mit Medienbegriffen ergänzt. Dort erläutern bekannte Gesichter der ARD und des ZDF in kurzen Clips Medienbegriffe wie z. B. Chatbots, Darknet oder Phishing und ergänzen so die verschiedenen Unterrichtseinheiten.
Das interaktive Spiel „Auf Sendung!“ bringt Schülerinnen und Schülern spielerisch das duale Rundfunksystem in Deutschland näher und kann zu dessen Erklärung im Unterricht eingesetzt werden. Das Spiel gibt es auch als analoge Kartenspielversion zum Download.

## Rezeption
Auf netzpolitik.org wurde das Angebot von So geht Medien als „schülerfreundliches Material zum Thema Medienkompetenz im digitalen Zeitalter“ beschrieben. JUUUPORT, ein Verein in dem Jugendliche einander im Web helfen, äußert sich ebenfalls mit Empfehlungen für die Videos. Der Blogger Matthias Andrasch kritisiert, dass die Aufführung der Videos nur im nicht-öffentlichen Bereich urheberrechtlich abgesichert sei. Die Bundeszentrale für politische Bildung verweist auf ihren Seiten zu „Fake News“ sowohl unter „Medienbildung“ als auch unter „politischer Bildung“ auf So geht Medien. Materialien von So geht Medien wurden auch in den Deutschen Bildungsserver aufgenommen.

## Organisation
So geht MEDIEN ist ein senderübergreifendes Projekt beim Bayerischen Rundfunk (BR): Urheberin und Projektleiterin ist Johanna Rückert, Leitung Legitimationsprojekte. Für die pädagogische Fachberatung ist Maya Götz (Leiterin des Internationalen Zentralinstituts für das Jugend- und Bildungsfernsehen, IZI) zuständig. Die Moderatoren sind Christina Wolf (unter anderem für PULS und Bayern 2 tätig), Sebastian Schaffstein (BAYERN 3) und Koku Musebeni. Für die Grundschuleinheiten stehen Soraya Jamal und Tim Gailus vor der Kamera.

## Auszeichnungen
- Nominierung für den Grimme Online Award 2018 (Kategorie Bildung)[7]
- Pädagogischer Medienpreis 2017 von “SIN – Studio im Netz” (Kategorie „Websites für Jugendliche“)[8]
- Aufnahme in den Empfehlungskatalog vom Bundesverband der Verbraucherzentralen: Bewertungen „sehr gut“ und „gut“ einzelner Unterrichtsmodule[9][10][11]